# 나노CMS
나노CMS 주식회사(영어: NanoCMS)는 대한민국의 나노소재 기업이다.

## 같이 보기
- 석경AT
- 나노신소재(ANP)
- 나노팀
- 나노캠텍
- 나노브릭